# Balatonlelle
Balatonlelle  este un oraș în districtul Fonyód, județul Somogy, Ungaria, având o populație de 5.405 locuitori (2011). 

## Demografie
Componența etnică a orașului Balatonlelle
     Maghiari (95,34%)
     Germani (2,81%)
     Necunoscut (0,73%)
     Alții (1,11%)
Componența confesională a orașului Balatonlelle
     Romano-catolici (45,62%)
     Fără religie (8,58%)
     Reformați (6,35%)
     Luterani (2,22%)
     Necunoscută (36,02%)
     Alte religii (2,33%)
Conform recensământului din 2011, orașul Balatonlelle avea 5.405 locuitori. Din punct de vedere etnic, majoritatea locuitorilor (95,34%) erau maghiari, cu o minoritate de germani (2,81%). Apartenența etnică nu este cunoscută în cazul a 0,73% din locuitori. Nu există o religie majoritară, locuitorii fiind romano-catolici (45,62%), persoane fără religie (8,58%), reformați (6,35%) și luterani (2,22%). Pentru 36,02% din locuitori nu este cunoscută apartenența confesională.